# Memoriał Jana Magiery
Memoriał Jana Magiery – jednodniowy wyścig kolarski poświęcony pamięci kolarza i olimpijczyka Jana Magiery, rozgrywany w Polsce od 2022 roku.
Wyścig jest wpisany do kalendarza UCI i zaliczany do kontynentalnego cyklu wyścigowego UCI Europe Tour. Ma kategorię 1.2. Wyścig rozgrywany jest w Starym Sączu i jego okolicach. 

## Zwycięzcy
| Rok  | Pierwsze       | Drugie        | Trzecie        |          |
| ---- | -------------- | ------------- | -------------- | -------- |
| 2022 | Michael Boroš  | Paweł Cieślik | Michael Kukrle |          |
| 2023 | Michael Kukrle | Piotr Pękala  | Márton Dina    |          |
| 2024 | odwołany       | odwołany      | odwołany       | odwołany |